# 628 Christine
628 Christine è un asteroide della fascia principale del diametro medio di circa 49,72 km. Scoperto nel 1907, presenta un'orbita caratterizzata da un semiasse maggiore pari a 2,5809437 UA e da un'eccentricità di 0,0448706, inclinata di 11,52854° rispetto all'eclittica.
L'origine del suo nome è sconosciuta.